# Annales florentini

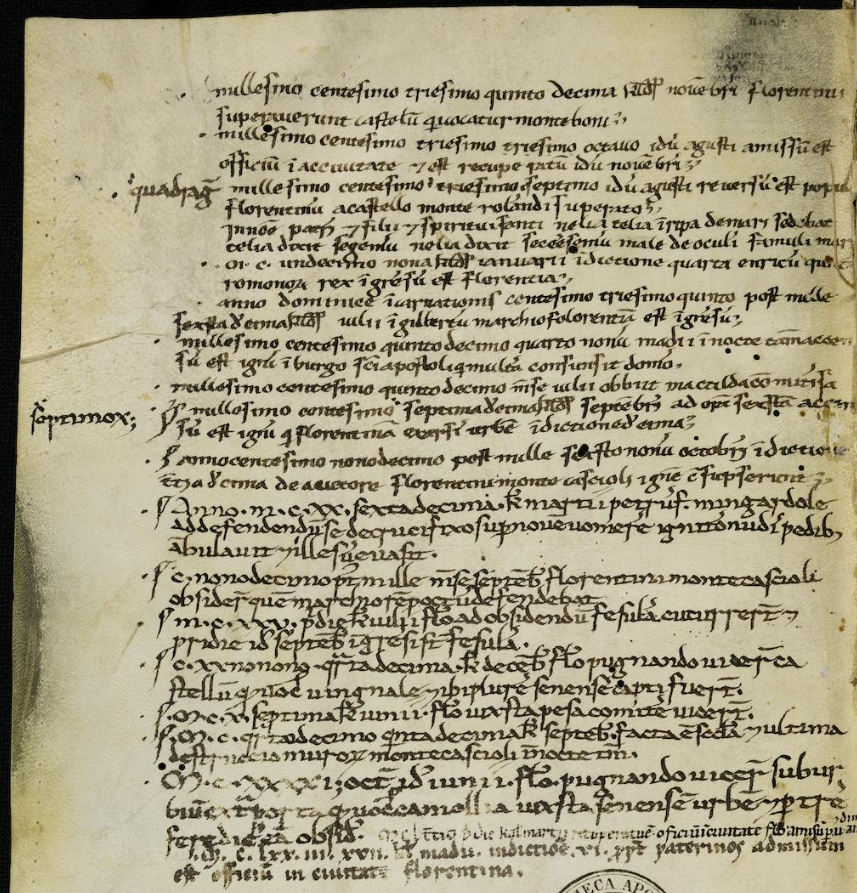
Los Annales florentini primi en el manuscrito del Vaticano. No están en orden cronológico. En la parte superior está la entrada de la destrucción florentina de Montebuono en octubre de 1135.

Los Annales florentini (Anales florentinos) son los primeros anales de la comuna medieval de Florencia. Están escritos en latín. Hay dos conjuntos que se superponen en cobertura: los Annales florentini primi que cubren el período 1110-1173 y los Annales florentini secundi que cubren 1107-124. Un conjunto posterior cubre el período 1288-1431.
Los Annales florentini primi constituyen el primer intento de llevar un registro anual de los acontecimientos en Florencia. Fue descubierto en la parte posterior (verso) del in-folio 91 del Códice 772 en la Biblioteca Palatina del Vaticano por un bibliotecario, quien llamó la atención de los eruditos. No contiene un registro para cada año entre 1110 y 1173. Solo hay dieciocho registros en varias escrituras diferentes y no ordenados cronológicamente. La escritura es claramente del siglo XII.
Los Annales florentini secundi datan del siglo XIII. Hay 46 registros entre los años 1107 y 1247. Se encuentran en un manuscrito que se originó en el monasterio de Santa Maria Novella, ahora N.° 776 EA en la serie Monasterios Suprimidos de la Biblioteca Magliabecchian, ahora parte de la Biblioteca Nacional Central de Florencia. Este manuscrito contiene una lista de cónsules y podestà florentinos de 1196 a 1267.

## Ediciones
- "Annales Florentini, a. 1110-1173". En Georg Heinrich Pertz, ed., MGH, Scriptores, vol. 19, págs. 223 y 224. Hannover: 1866.
- "Annales Florentini, 1288-1431". En Johannes F. Boehmer, ed., Fontes Rerum Germanicarum, vol. 4, págs. 672–86. Stuttgart: 1868.
- "Anales Florentini". En Otto Hartwig, ed., Quellen und Forschungen zur altesten Geschichte der Stadt Florenz, vol. 2. Marburgo: 1880.

- Datos: Q25338377